# Goran Vučević
Pour les articles homonymes, voir Vučević.
Goran Vučević, né le 18 mai 1971 à Split (Yougoslavie auj. Croatie), est un footballeur international croate qui jouait au poste de milieu de terrain. Il s'est reconverti en entraîneur.

## Biographie

### Joueur
Vučević se forme dans les rangs de l'Hajduk Split. Il débute en équipe première en 1988. Il devient vite un pilier de l'équipe et un des principaux espoirs du football balkanique.
En 1992, il est recruté par le FC Barcelone alors entraîné par Johan Cruijff. Cependant il ne peut pas jouer car le nombre d'étrangers est limité à trois, or Barcelone a déjà dans son effectif Ronald Koeman, Michael Laudrup et Hristo Stoitchkov. Vučević se voit contraint de jouer avec l'équipe réserve, le FC Barcelone B entre 1992 et 1994.
Il reçoit trois sélections en équipe de Croatie lors de l'année 1992.
En 1994, il est prêté à son club d'origine, l'Hajduk Split.
En 1995, il est prêté au CP Mérida.
Après n'avoir pu jouer que deux matchs avec le FC Barcelone, il est transféré en 1997 au 1. FC Köln.
En 1999, il retourne au Hajduk Split où il met un terme à sa carrière en 2001.

### Entraîneur
Il entraîne l'Hajduk Split entre mai et octobre 2008.